# Early (Iowa)
Early és una població dels Estats Units a l'estat d'Iowa. Segons el cens del 2000 tenia 605 habitants.

## Demografia
Segons el cens del 2000, Early tenia 605 habitants, 258 habitatges, i 166 famílies. La densitat de població era de 599 habitants/km².
Dels 258 habitatges en un 32,6% hi vivien nens de menys de 18 anys, en un 56,2% hi vivien parelles casades, en un 7% dones solteres, i en un 35,3% no eren unitats familiars. En el 32,9% dels habitatges hi vivien persones soles el 15,5% de les quals corresponia a persones de 65 anys o més que vivien soles. El nombre mitjà de persones vivint en cada habitatge era de 2,34 i el nombre mitjà de persones que vivien en cada família era de 2,97.
Per edats la població es repartia de la següent manera: un 27,8% tenia menys de 18 anys, un 8,3% entre 18 i 24, un 27,1% entre 25 i 44, un 18,3% de 45 a 60 i un 18,5% 65 anys o més.
L'edat mediana era de 37 anys. Per cada 100 dones de 18 o més anys hi havia 86 homes.
La renda mediana per habitatge era de 30.972 $ i la renda mediana per família de 40.521 $. Els homes tenien una renda mediana de 27.778 $ mentre que les dones 18.929 $. La renda per capita de la població era de 14.317 $. Entorn del 8,1% de les famílies i el 12,1% de la població estaven per davall del llindar de pobresa.

## Poblacions més properes
El següent diagrama mostra les poblacions més properes.